# Château de la Barthié
 (mai 2023).
- Si vous ne connaissez pas le sujet, laissez ce bandeau (vous pouvez alors contacter les auteurs).
- Si vous supprimez le contenu mis en cause (vous pouvez préalablement contacter les auteurs),

argumentez précisément cette suppression dans la page de discussion
(un manque de référence n'est pas un argument ; une recherche réelle de référence doit avoir été effectuée, être formellement documentée).
Le château de la Barthié est un château situé à Jonquières, dans le Tarn (France). 

## Description
S'il n'existe pas d'informations historiques sur le château de la Barthié, qui se situe à proximité directe au sud-ouest du château de Braconnac, une molaire inférieure de Palaeotherium a été trouvé sur le site par Jean-Baptiste Noulet. Il est aujourd'hui abandonné, mais semble faire partie d'un domaine agricole.
C'est une petite bâtisse constituée d'un corps de logis rectangulaire en cinq travées, sur deux étages. Ce logis est flanqué de deux tours rectangulaires à toits quasiment plats. Celles-ci surmontent le toit en tuiles de l'édifice, et sont ouvertes par un oculus au dernier niveau.